# Per Bak Jensen
Per Bak Jensen (født 22. april 1949 i København) er fotograf. 
Per Bak Jensen er uddannet på Kunstakademiet. Hans motiver er, hvad andre ikke opfatter som fotomotiver, for eksempel en stubmark eller henkastet plastikaffald.
I 2023 var Jensens værker udstillet i Den Sorte Diamant.